# Somatogyrus hinkleyi
The Granite pebblesnail, danh pháp khoa học Somatogyrus hinkleyi, là một loài minute ốc nước ngọt, động vật thân mềm chân bụng có mài sống trong môi trường nước ngọt trong họ Hydrobiidae. Đây là loài đặc hữu của Hoa Kỳ.
sông Granite is in Minnesota.